# Hold On (песня Wilson Phillips)
Hold On — песня американской вокальной женской группы Wilson Phillips, вышедший 27 февраля 1990 года в качестве ведущего сингла с их дебютного студийного альбома Wilson Phillips. В июне 1990 года песня возглавила американский хит-парад Billboard Hot 100 на одну неделю. 
Песня имела успех и стала «Синглом года» на церемонии Billboard Music Awards в 1990 году и возглавила итоговый список лучших песен года журнала Billbvoard.
Также она была номинирована в категории «Песня года» на 33-й церемонии «Грэмми», но проиграла песне «From a Distance» Бетт Мидлер.

## Чарты
«Hold On» стала первым хитом для группы, попав на первую строчку чарта Billboard 9 июня 1990 года. В том же году песня возглавила чарт Adult Contemporary. Кроме того, она заняла шестое место в Великобритании.
| Чарт                               | Высшая позиция |
| ---------------------------------- | -------------- |
| Австралия (ARIA)                   | 2              |
| Бельгия/Фландрия (Ultratop 50)     | 9              |
| Канада (RPM Top Singles)           | 3              |
| Канада (RPM Adult Contemporary)    | 1              |
| Европа (Eurochart Hot 100)         | 10             |
| Ирландия (IRMA)                    | 7              |
| Нидерланды (Dutch Top 40)          | 15             |
| Нидерланды (Single Top 100)        | 16             |
| Новая Зеландия (Recorded Music NZ) | 6              |
| Швеция (Sverigetopplistan)         | 10             |
| Швейцария (Schweizer Hitparade)    | 15             |
| Великобритания (OCC UK Singles)    | 6              |
| США (Billboard Hot 100)            | 1              |
| США (Billboard Adult Contemporary) | 1              |
| ФРГ (GfK)                          | 15             |

## Сертификации
| Регион | Сертификация | Продажи  |
| --- | ------------ | -------- |
| Австралия (ARIA) | Платиновый   | 70 000^  |
| Великобритания (BPI) | Золотой      | 400 000  |
| США (RIAA) | Золотой      | 500 000^ |
| ^ Данные о тиражах приведены только на основе сертификации. · Данные о продажах + прослушиваниях приведены только на основе сертификации. |              |          |